# 日鉄ソリューションズ
日鉄ソリューションズ株式会社（にってつソリューションズ、英: NS Solutions Corporation）は、東京都港区に本社を置く、日本製鉄グループの大手システムインテグレーター（ユーザー系）。 JPX日経インデックス400の構成銘柄の一つ。

## 概要
日本最大手の鉄鋼メーカー・日本製鉄が出資する大手システムインテグレーター（SIer）である。新日本製鐵の情報システム部門が前身。日本製鉄グループの中でも利益水準は安定的にトップクラスであり、グループ内の中核企業である。堅実な経営で無借金経営を続けており財務体質が良く、自己資本比率は60%を超える。企業の旺盛なIT投資需要を追い風に好調な会社として知られ、投資家やエコノミストからの評価は高い。売上高、経常利益ともに安定して増収増益を達成しており、経常利益率は10%に迫る。
経営戦略・情報システムに関するコンサルティング、ソリューションの提案、ソリューションを実現するシステムの設計・開発、システムの保守・運用まで、システムライフサイクル全体にわたるサービスを提供している。また、デリバティブ、ディーリングサポートといった市場系システムをはじめ、リスク管理やスプレッドバンキング、スペシャリティファイナンスといった様々な金融業務分野にも強みを持ち、高い技術力に定評がある。売上高の約80% は日本製鉄以外の企業・官公庁等向けであり、ビジネスのうち 日本製鉄 向けが占める比率は小さい。
近年はシステム開発力の強化に加え、コンサルティング力の強化にも注力している。
本社は東京都港区虎ノ門にある。日本製鉄の製鉄所がある北海道室蘭市と、仙台市・名古屋市・大阪市・福岡市の計5都市に支社（名称は、順に北海道・東北・中部・関西・九州）を構える。また、横浜市に「システム研究開発センター」を置く。
近年は産学連携にも注力しており、東京大学、一橋大学、お茶の水女子大学に寄付講座を提供し、東京大学、大阪大学、九州大学、神戸大学、お茶の水女子大学とはネーミングライツに関する協定を締結している。

## 沿革
- 1980年（昭和55年）10月1日 - 日鐵コンピュータシステム株式会社が発足。
- 1986年（昭和61年）7月 - 新日鉄に「エレクトロニクス事業部」が発足。
- 1987年（昭和62年）6月 - 新日鉄エレクトロニクス事業部が、「エレクトロニクス・情報通信事業本部」に改称。
- 1988年（昭和63年）4月 - 新日鉄の情報システム部門を譲受け、新日鉄情報通信システム株式会社（通称、ENICOM）に商号変更。
- 2001年（平成13年）4月1日 - 新日鉄のエレクトロニクス・情報通信事業本部を譲受け、新日鉄ソリューションズ株式会社に商号変更。
- 2002年（平成14年）10月11日 - 東京証券取引所一部に株式を上場。
- 2005年（平成17年）4月1日 - システム運用・保守領域事業を独立分社化し、NSSLCサービスを設立。
- 2008年（平成20年）5月28日 - ニイウス コーから金融エンジニアリング・グループの株式を取得。
- 2011年（平成23年）12月15日 - シンガポールに現地法人 NS Solutions Asia Pacific Pte. Ltd を設立。
- 2012年（平成24年）10月1日 - 新日鐵住金株式会社が発足するのにあわせ、新日鉄住金ソリューションズ株式会社に商号変更。
- 2017年（平成28年）1月1日 - 株式交換によりネットワークバリューコンポネンツを完全子会社化。
- 2019年（平成31年）4月1日 - 新日鐵住金の日本製鉄への商号変更に併せ、日鉄ソリューションズ株式会社に商号変更。
- 2022年（令和4年）4月 - 東京証券取引所プライム市場に移行
- 2025年（令和7年）
  - 1月14日 - 名古屋証券取引所メイン市場に上場。
  - 1月31日 - 福岡証券取引所本則市場に上場。
  - 7月1日 - インフォコムを完全子会社化する予定[2][3]。

### オラクルとの提携
1991年（平成3年）12月、新日鉄（当時）とアメリカのオラクル、および日本オラクルは戦略的提携契約を締結。オラクル製品の販売などに関して提携した。提携にあたり、新日鉄はオラクルに対し8000万ドルを融資し、さらに将来日本オラクルへ出資を行うオプションを取得した。具体的な施策として、新日鉄住金ソリューションズの前身・新日鉄情報通信システムと日本オラクルの間で販売代理店契約を締結し、オラクル製ソフトウェアの販売を行うこととなった。UNIXベースのオープンシステム構築に強みを持っていた新日鉄情報通信システムによる売上げは伸び、日本オラクルの販売代理店の中でも最大級の売上高をあげるようになった。
2006年（平成18年）には、新日鉄ソリューションズの売上高が第1位となり、「Oracle Award 2006」において「Oracle Partner of the Year」を受賞した。また、新日鉄がオラクル製RDBMS「Oracle 8i」のリリース前にベータサイト・テストを実施するなど、提携は技術面にも及んだ。
1997年（平成9年）、戦略的提携契約の内容拡充が決定。具体的には、日本オラクルが提供するサポート、教育などのサービスを新たに提携関係の範疇に含めることとなった。
さらに新日鉄は、1991年の契約締結時に取得したオプションに基づき、日本オラクルが1997年11月末に実施した第三者割当増資を引き受けることにより、30億円を日本オラクルに出資し、これに基づいて取締役副社長を派遣した。新日鉄の出資比率は1.4%であったが、日本オラクルにとって初のグループ企業以外の株主となった。
日鉄ソリューションズとなった現在も、オラクルとの提携関係は維持されている。

## 関連会社
- 地域子会社 - 日鉄ソリューションズからソフトウェア開発や情報システムの運用・保守を受託する。また、独自に地場のシステム設計・開発・運用も行う。5社すべて、NSSOLが100%出資する完全子会社である。
  - 北海道NSソリューションズ株式会社 - 本社は北海道室蘭市。1985年設立。
  - 東日本NSソリューションズ株式会社 - 本社は東京都中央区。1986年設立。
  - 株式会社NSソリューションズ中部 - 本社は愛知県名古屋市。1996年設立。
  - 株式会社NSソリューションズ関西 - 本社は大阪府大阪市。1996年設立。
  - 九州NSソリューションズ株式会社 - 本社は福岡県福岡市。1996年設立。2015年にNSソリューションズ西日本と大分NSソリューションズを合併。その後2024年4月に、日鉄ソリューションズ九州株式会社へ名称変更。
- 株式会社ネットワークバリューコンポネンツ - 元東京証券取引所第二部上場。2017年に完全子会社化。
- ITサービス子会社
  - NSSLCサービス株式会社 - 主にシステムの運用・保守を担当。完全子会社。2005年設立。
- コンサルティング子会社
  - NSフィナンシャルマネジメントコンサルティング株式会社 - 金融機関向けのコンサルティングを担当。完全子会社。2005年設立。
  - 株式会社金融エンジニアリング・グループ - 金融機関向けのコンサルティングを担当。完全子会社。1989年設立。
- 海外子会社
  - 日鉄軟件（上海）有限公司 - ソフトウェア開発、情報システムの運用・保守などを担当。本社は中華人民共和国上海市。2002年設立。
  - NS Solutions USA Corporation
  - NS Solutions Asia Pacific Pte. Ltd
  - Thai NS Solutions Co.,Ltd.
  - PT. NSSOL SYSTEMS INDONESIA
  - NS Solutions IT Consulting Europe
- 合弁会社
  - 日鉄日立システムエンジニアリング株式会社 - 日立製作所との合弁（NSSOLが51%、日立が49%出資）で1988年に設立。システムインテグレーター。
  - エヌシーアイ総合システム株式会社 - 伊藤忠商事との合弁で1988年に設立。NSSOLが51%、伊藤忠商事が41%、伊藤忠テクノソリューションズが8%を出資。システムインテグレーター。
  - この他に、日本アイ・ビー・エムとの合弁で1988年にエヌエスアンドアイ・システムサービス株式会社を設立したが、2006年に株式譲渡により日本ビジネスコンピューター（JBCC）グループの会社となった。現社名はJBエンタープライズソリューション株式会社。